# Belgický vojenský ordinariát
Belgický vojenský ordinariát (francouzsky Diocèse aux Forces armées belges; nizozemsky Bisdom bij de Krijgsmacht) je římskokatolický vojenský ordinariát jehož jurisdikce se týká členů ozbrojených sil v Belgii, jejich rodinných příslušníků a armádního civilního personálu. Je bezprostředně podřízen Svatému stolci. Od svého založení je tento ordinariát svěřován arcibiskupu mechelensko-bruselskému.

## Stručná historie
V roce 1957 byl zřízen polní vikariát v Belgii, podle instrukce Solemne semper Konzistoriální kongregace z 23. dubna 1951.  Podle nové církevní legislativy (konstituce Spirituali militum curae Jana Pavla II. z  21. dubna 1986) byl vikariát povýšen na vojenský ordinariát. 